# Les Coves de Vinromà

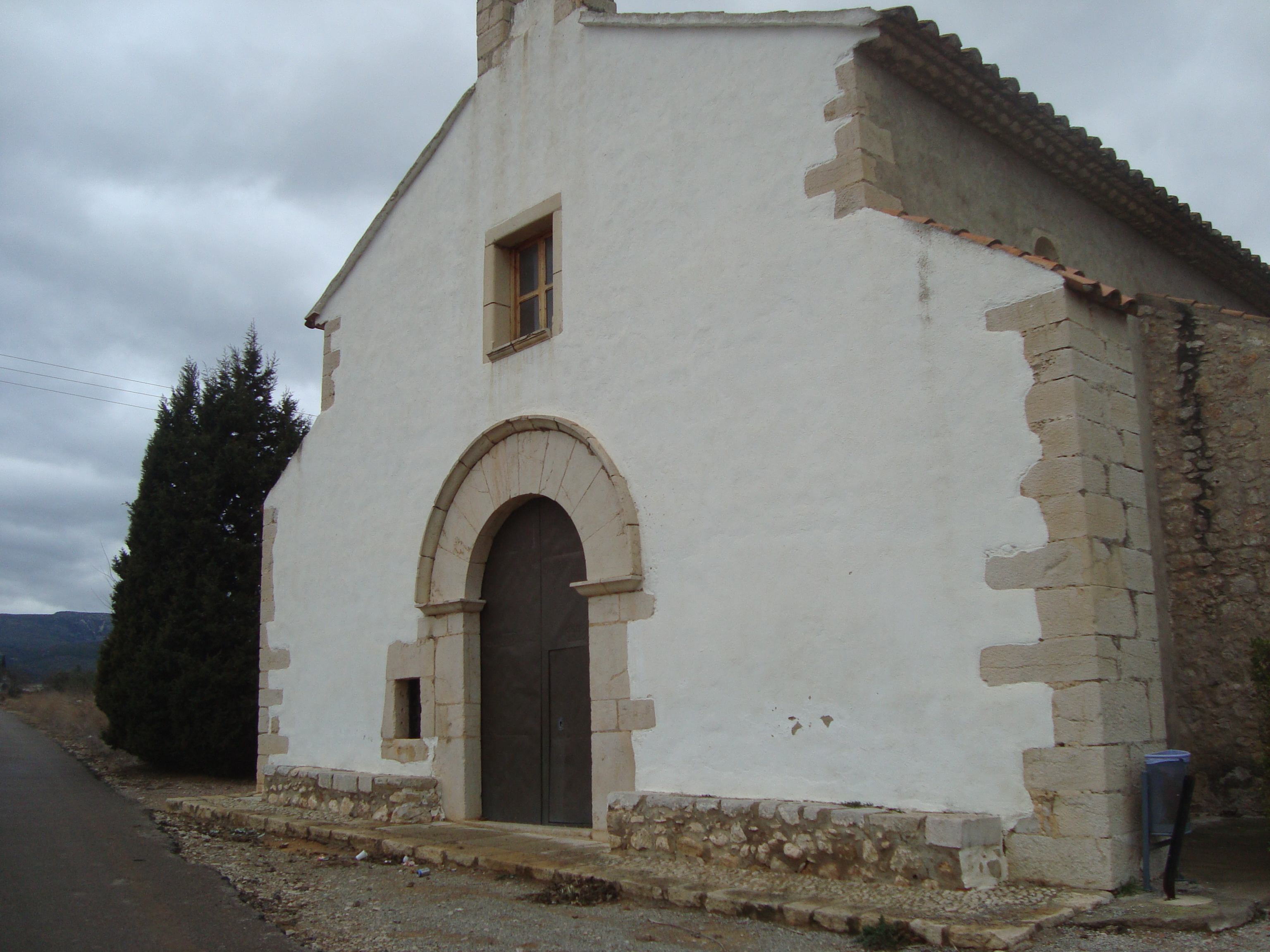
Ermita de Sant Vicent Ferrer (Les Coves de Vinromà)

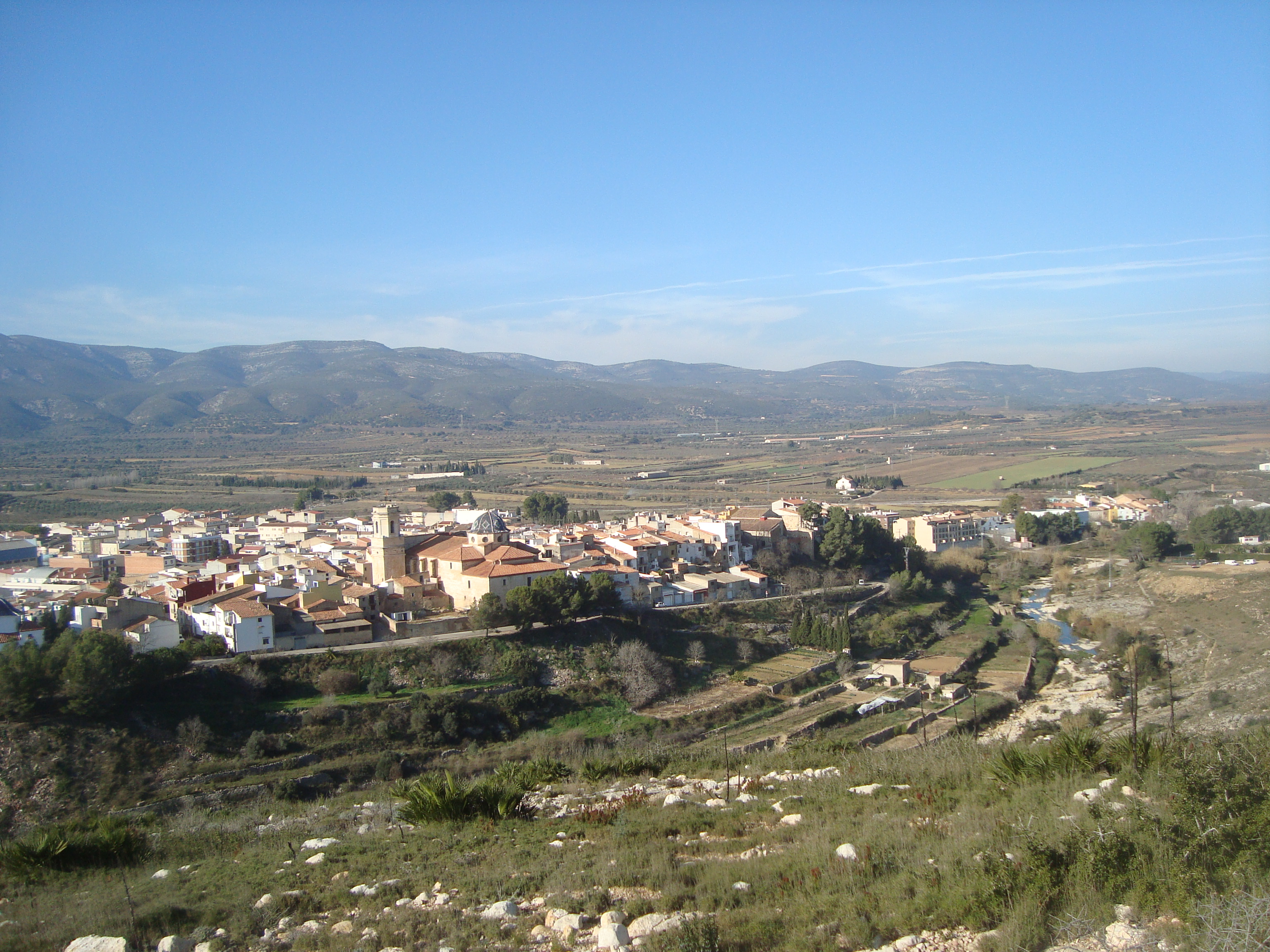
Les Coves de Vinromà

Les Coves de Vinromà è un comune spagnolo di 1 818 abitanti situato nella comunità autonoma Valenciana.

## Altri progetti

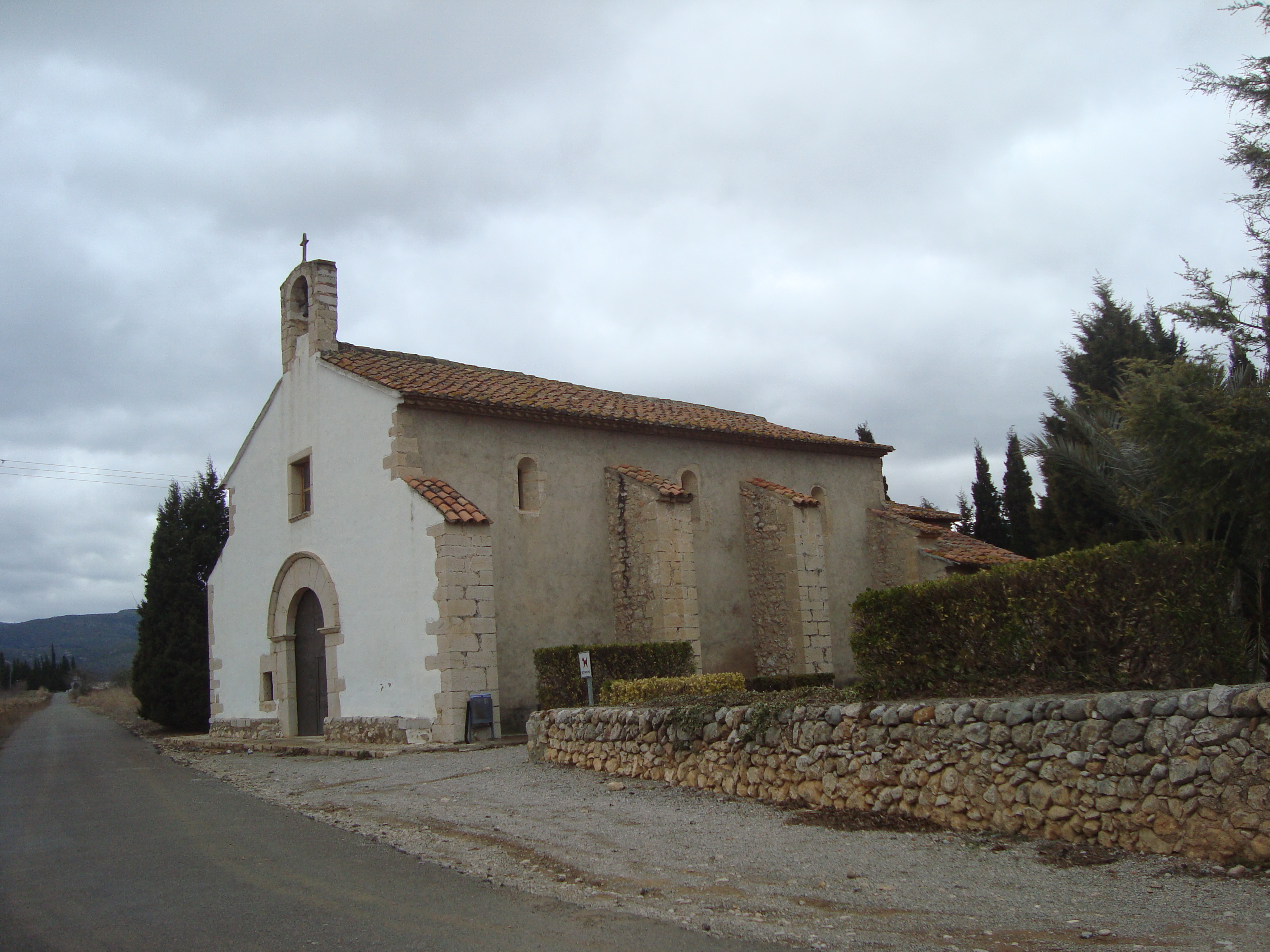
Ermita de Sant Vicent Ferrer (Les Coves de Vinromà)

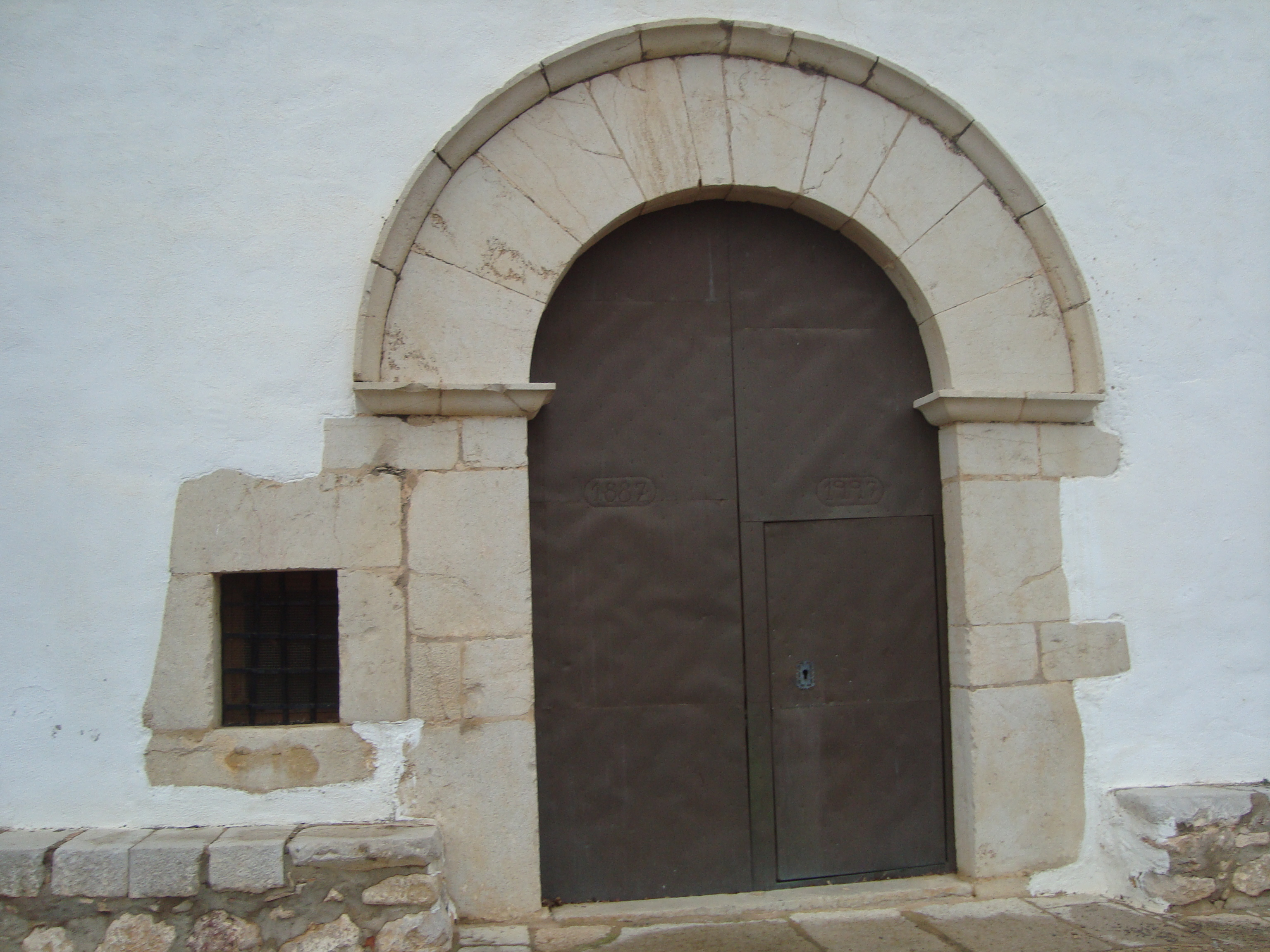
Porta con arco a tutto sesto della Ermita de Sant Vicent Ferrer (Les Coves de Vinromà)

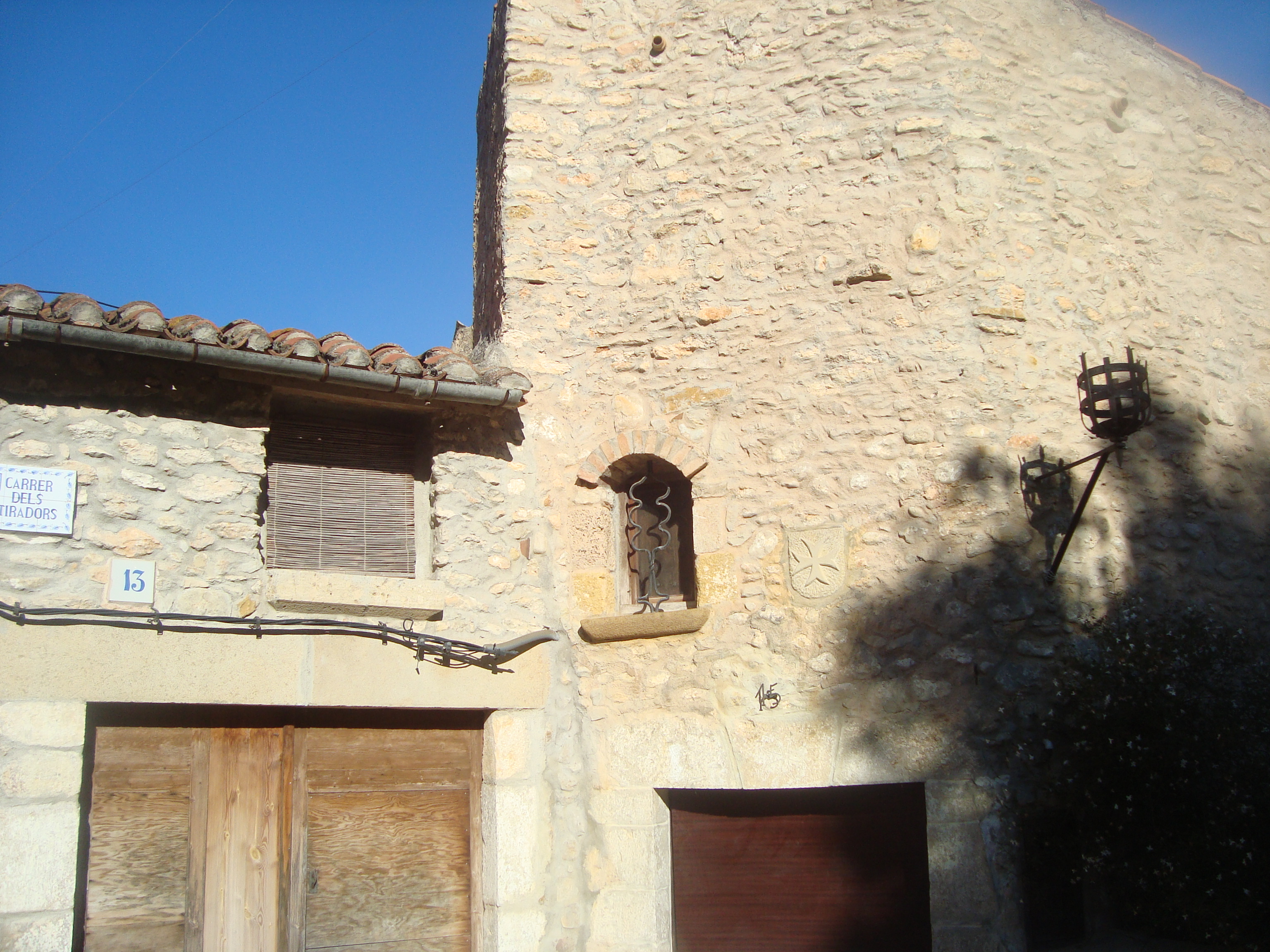
Casa dels Templaris

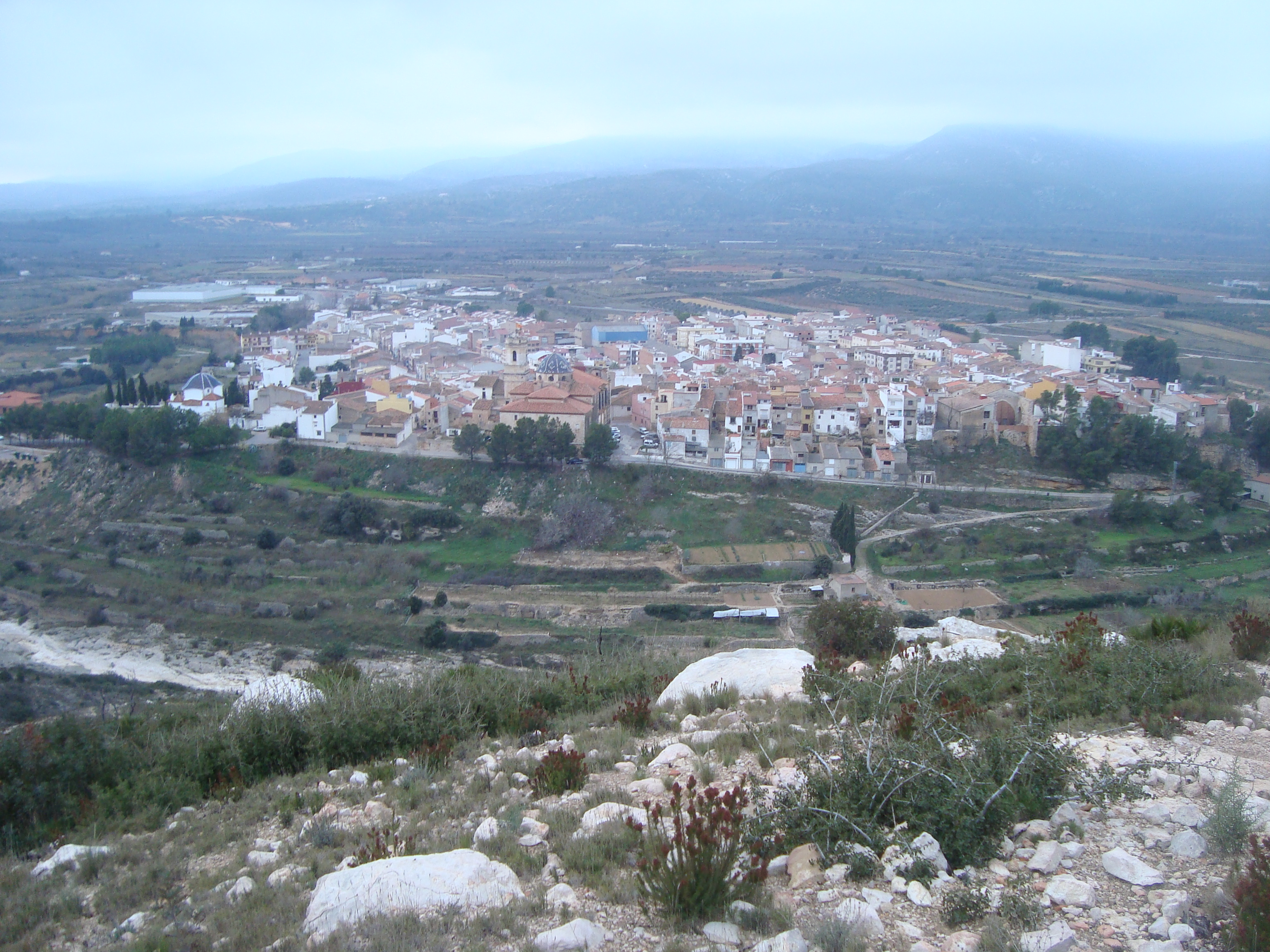
Les Coves de Vinromà